# Nouvelle Frontière
Pour les articles homonymes, voir Nouvelle frontière.

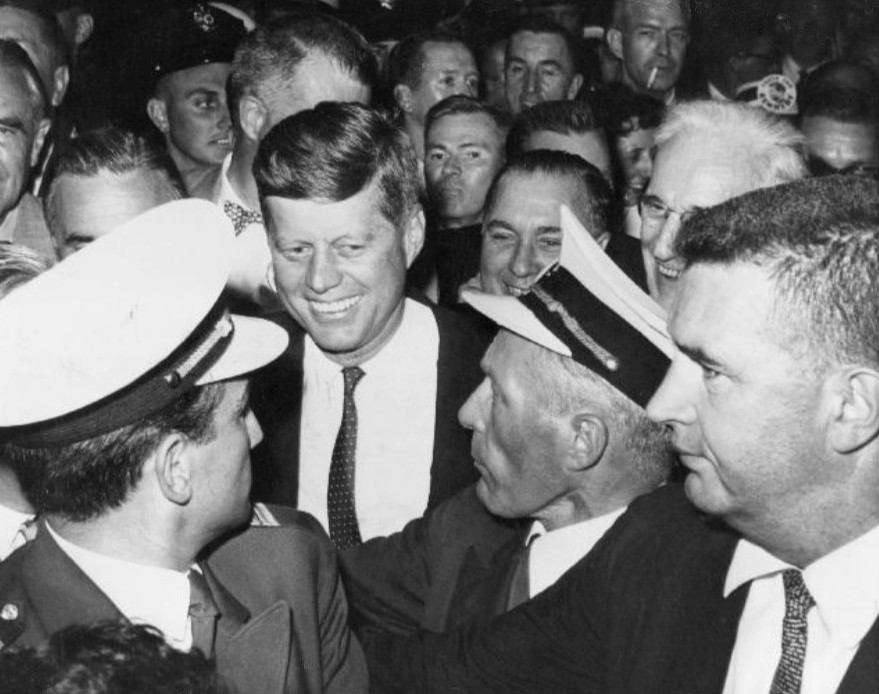
John Fitzgerald Kennedy à la Convention nationale démocrate de 1960, à Los Angeles.

L'expression « Nouvelle Frontière » (« New Frontier » en anglais) est utilisée par le président américain John Fitzgerald Kennedy à l'occasion d'un discours d'acceptation de l'investiture à la Convention du Parti démocrate, le 15 juillet 1960 au Los Angeles Memorial Coliseum.

« Mais je vous dis que nous sommes devant une Nouvelle Frontière [...], que nous le voulions ou non. Au-delà de cette frontière, s'étendent les domaines inexplorés de la science et de l'espace, des problèmes non résolus de paix et de guerre, des poches d'ignorance et de préjugés non encore réduites, et les questions laissées sans réponse de la pauvreté et des surplus. »

D'après le programme de Kennedy, il faut stimuler l'économie, fournir une aide internationale aux pays dans le besoin, fournir plus de moyens à la défense nationale, développer la NASA et lutter contre la ségrégation des populations noires.
Parmi les mesures promises selon cette Nouvelle Frontière et prises au cours de son mandat figurent : le Corps de la Paix, l'Alliance pour le Progrès, le traité d'interdiction partielle des essais nucléaires, le programme Apollo et la réforme du droit du travail (avec notamment l'Equal Pay Act de 1963, interdisant la discrimination entre hommes et femmes en matière de salaire).
La politique de la Nouvelle Frontière s'inscrit dans le progressisme afin d'éviter au pays de se trouver dans une situation d'isolationnisme.

## New Frontier Awards
Les New Frontier Awards sont attribués chaque année par la John F. Kennedy Library Foundation et l'Institute of Politics at Harvard's Kennedy School of Government à des Américains de moins de 40 ans pour leur contribution au service public.